# Lega Pro Prima Divisione 2009/2010
Soutěžní ročník Lega Pro Prima Divisione 2009/10 byl 32. ročník třetí nejvyšší italské fotbalové ligy. Soutěž začala 23. srpna 2009 a skončila 13. června 2010. Účastnilo se jí celkem 36 týmů rozdělené do dvou skupin po 18 mužstev. Z každé skupiny postoupil vítěz přímo do druhé ligy, druhý postupující se probojoval přes play off.
Pro následující sezonu nebyly přijaty tyto kluby:
- AC Pisa 1909: v minulé sezóně se umístil na 20. místě ve druhé lize, kvůli finančním problémům hrál v nižší lize.
- Avellino Calcio.12 SSD: v minulé sezóně se umístil na 21. místě ve druhé lize, kvůli finančním problémům hrál v nižší lize.
- ASD Treviso 2009: v minulé sezóně se umístil na 22. místě ve druhé lize, kvůli finančním problémům hrál v nižší lize.
- FBC Unione Benátky: v minulé sezóně se umístil na 17. místě ve skupině A, kvůli finančním problémům hrál v nižší lize.

Z nižší ligy postoupili ještě navíc kluby US Alessandria Calcio 1912, FC Esperia Viareggio a AS Andria BAT. Klub Potenza SC který měl v minulé sezoně sestoupit, byl ponechán v soutěži.

## Skupina A
| Poř. | Tým                         | Z  | V  | R  | P  | VG | OG | B  |
| ---- | --------------------------- | -- | -- | -- | -- | -- | -- | -- |
| 1.   | Novara Calcio               | 34 | 18 | 3  | 3  | 52 | 24 | 67 |
| 2.   | AS Varese 1910              | 34 | 17 | 11 | 6  | 53 | 34 | 62 |
| 3.   | US Cremonese                | 34 | 16 | 13 | 5  | 62 | 47 | 61 |
| 4.   | AC Arezzo                   | 34 | 17 | 10 | 7  | 54 | 35 | 61 |
| 5.   | Benevento Calcio            | 34 | 16 | 8  | 10 | 50 | 37 | 56 |
| 6.   | AC Lumezzane                | 34 | 14 | 10 | 10 | 45 | 38 | 52 |
| 7.   | AS Calcio Figline 1         | 34 | 12 | 10 | 12 | 45 | 44 | 45 |
| 8.   | US Alessandria Calcio 1912  | 34 | 12 | 7  | 15 | 35 | 46 | 43 |
| 9.   | Sorrento Calcio             | 34 | 10 | 11 | 13 | 44 | 45 | 41 |
| 10.  | AC Monza Brianza 1912       | 34 | 9  | 14 | 11 | 37 | 45 | 41 |
| 11.  | Perugia Calcio 2            | 34 | 12 | 6  | 16 | 31 | 38 | 40 |
| 12.  | Calcio Como                 | 34 | 9  | 13 | 12 | 27 | 34 | 40 |
| 13.  | AS Foligno                  | 34 | 10 | 9  | 15 | 53 | 56 | 39 |
| 14.  | FC Esperia Viareggio        | 34 | 8  | 14 | 12 | 29 | 39 | 38 |
| 15.  | US Pergocrema 1932          | 34 | 9  | 9  | 16 | 35 | 44 | 36 |
| 16.  | Pro Patria Gallaratese G.B. | 34 | 7  | 14 | 13 | 37 | 49 | 35 |
| 17.  | Paganese Calcio 1926        | 34 | 8  | 9  | 17 | 33 | 48 | 33 |
| 18.  | AC Lecco                    | 34 | 8  | 7  | 19 | 34 | 53 | 31 |

Poznámky
- Z = Odehrané zápasy; V = Vítězství; R = Remízy; P = Prohry; VG = Vstřelené góly; OG = Obdržené góly; B = Body
- za výhru 3 body, za remízu 1 bod, za prohru 0 bodů.
- 1  AS Calcio Figline byl odečten 1 bod.
- 2  Perugia Calcio byli odečteny 2 body.

|  | Přímý postup do Serie B 2010/11                    |
|  | Play off                                           |
|  | Play out                                           |
|  | Přímý sestup do Lega Pro Seconda Divisione 2010/11 |

### Play off
Boj o postupující místo do Serie B.

#### Semifinále
Benevento Calcio – AS Varese 1910 2:2, 1:2

AC Arezzo – US Cremonese 0:2, 2:1

#### Finále
US Cremonese – AS Varese 1910 1:0, 0:2
Postup do Serie B 2010/11 vyhrál tým AS Varese 1910.

### Play out
Boj o udržení v Lega Pro Prima Divisione.
Paganese Calcio 1926 – FC Esperia Viareggio 1:1, 1:1

Pro Patria Gallaratese G.B. – US Pergocrema 1932 2:2, 1:1
Sestup do Lega Pro Seconda Divisione 2010/11 měli kluby Paganese Calcio 1926 a Pro Patria Gallaratese G.B.. Nakonec klub Paganese Calcio 1926 zůstal v soutěži v příští sezoně.

## Skupina B
| Poř. | Tým                           | Z  | V  | R  | P  | VG | OG | B   |
| ---- | ----------------------------- | -- | -- | -- | -- | -- | -- | --- |
| 1.   | Calcio Portogruaro-Summaga    | 34 | 16 | 11 | 7  | 39 | 26 | 59  |
| 2.   | Pescara Calcio                | 34 | 15 | 13 | 6  | 39 | 25 | 58  |
| 3.   | Hellas Verona FC              | 34 | 13 | 16 | 5  | 38 | 20 | 55  |
| 4.   | Rimini Calcio FC              | 34 | 15 | 6  | 13 | 39 | 36 | 51  |
| 5.   | AC Reggiana 1919              | 34 | 13 | 10 | 11 | 45 | 38 | 49  |
| 6.   | Ternana Calcio                | 34 | 14 | 7  | 13 | 34 | 34 | 45  |
| 7.   | SPAL 1907                     | 34 | 10 | 15 | 9  | 37 | 29 | 45  |
| 8.   | Taranto Sport                 | 34 | 10 | 15 | 9  | 26 | 24 | 45  |
| 9.   | SS Lanciano                   | 34 | 9  | 17 | 8  | 31 | 36 | 44  |
| 10.  | Real Marcianise Calcio 1      | 34 | 11 | 11 | 12 | 44 | 40 | 43  |
| 11.  | SS Cavese 1919                | 34 | 9  | 16 | 9  | 25 | 25 | 43  |
| 12.  | Cosenza Calcio 1914           | 34 | 10 | 13 | 11 | 43 | 45 | 43  |
| 13.  | Ravenna Calcio                | 34 | 9  | 13 | 12 | 38 | 36 | 40  |
| 14.  | AS Andria BAT                 | 34 | 9  | 13 | 12 | 31 | 35 | 40  |
| 15.  | US Foggia 2                   | 34 | 9  | 14 | 11 | 27 | 37 | 40  |
| 16.  | AS Pescina Valle del Giovenco | 34 | 8  | 10 | 16 | 32 | 49 | 34  |
| 17.  | Giulianova Calcio             | 34 | 6  | 14 | 14 | 28 | 43 | 32  |
| 18.  | AS Calcio Potenza 2           | 34 | 8  | 10 | 16 | 30 | 48 | 34* |

Poznámky
- Z = Odehrané zápasy; V = Vítězství; R = Remízy; P = Prohry; VG = Vstřelené góly; OG = Obdržené góly; B = Body
- za výhru 3 body, za remízu 1 bod, za prohru 0 bodů.
- 1  Real Marcianise Calcio a US Foggia byl jim odečten 1 bod.
- 2  AS Calcio Potenza byl vyloučen.

|  | Přímý postup do Serie B 2010/11                    |
|  | Play off                                           |
|  | Play out                                           |
|  | Přímý sestup do Lega Pro Seconda Divisione 2010/11 |

### Play off
Boj o postupující místo do Serie B.

#### Semifinále
AC Reggiana 1919 – Pescara Calcio 0:0, 0:2

Rimini Calcio FC – Hellas Verona FC 0:1, 0:0

#### Finále
Hellas Verona FC – Pescara Calcio 2:2, 0:1
Postup do Serie B 2010/11 vyhrál tým Pescara Calcio.

### Play out
Boj o udržení v Lega Pro Prima Divisione.
Giulianova Calcio – AS Andria BAT 1:1, 0:1

AS Pescina Valle del Giovenco – US Foggia 1:2, 2:1
Sestup do Lega Pro Seconda Divisione 2010/11 měli kluby Giulianova Calcio a AS Pescina Valle del Giovenco.